# سالومه (قدیس)
سالومه از پیروان عیسی بود که نامش در انجیل‌های چهارگانه و کتب کاذبه ذکر شده‌است. مرقس از او به عنوان زنی حاضر در تصلیب عیسی و یکی از زنانی که قبر عیسی را خالی یافت، یاد می‌کند (انجیل مرقس‎۱۵: ۴۰–۴۱). او همسر زبدی، پدر دو حواری عیسی یعقوب و یوحنا بود. در سنت قرون وسطایی او را با نام مریم سالومه، یکی از سه مریم از دختران حنای قدیس می‌شناخته‌اند، که با این تعریف او خواهر یا خواهرخواندهٔ مریم، مادر مسیح به حساب می‌آید.

## نام
سالومه احتمالاً یونانی‌شدهٔ شالوم (به عبری: שָׁלוֹם) از ریشه شلم و به معنی صلح است.